# Johan I van Kleef
Johan I van Kleef (14 januari 1419 - 5 september 1481) was van 1448 tot aan zijn dood hertog van Kleef, graaf van Mark en van 1448 tot 1450 heer van Ravenstein. Hij behoorde tot het huis van der Mark.

## Levensloop
Johan was de oudste zoon van hertog Adolf IV van Kleef, tevens graaf van Mark, uit diens huwelijk met Maria, dochter van hertog Jan zonder Vrees van Bourgondië. Hij bracht zijn jeugd en kindertijd door aan het hof van zijn oom Filips de Goede in Brussel.
In 1444 werd hij door zijn vader terug naar Kleef gehaald, om hem bij te staan in de Vete van Soest tegen de Keulse aartsbisschop Diederik II van Moers. Tegelijkertijd werd hij belast met de heerschappij over een deel van het hertogdom Kleef. Wegens zijn Bourgondische zeden gaf men hem in Kleef de bijnamen Kint van Vlaanderen en Johanneken met de Bellen.
Na de dood van zijn vader in 1448 werd hij hertog van Kleef, graaf van de Mark en heer van Ravenstein en Wijnendale. Omdat de Mark grotendeels in handen was van zijn oom Gerard, kon hij daar pas volwaardig over besturen na diens dood in 1461. In 1450 schonk hij Ravenstein en Wijnendale als apanage aan zijn jongere broer Adolf. Een jaar later, in 1451, ging hij op bedevaart naar Palestina, waar hij tot ridder van de Orde van het Heilig Graf van Jeruzalem werd geslagen. Na zijn terugkomst werd hij in Bergen tevens opgenomen in de Bourgondische Orde van het Gulden Vlies.
Nadat Kleef in 1449 de Vete van Soest had gewonnen, was Johan van 1450 tot 1457 opnieuw verwikkeld in een conflict met de aartsbisschop van Keulen. Van 1460 tot 1463 vocht hij met de Keulse aartsbisschop Ruprecht van de Palts de Tweede Vete van Soest uit. Dankzij de steun van zijn oom Filips de Goede kon hij zich uiteindelijk doorzetten tegen het aartsbisdom Keulen en de door hem verworven steden Xanten en Soest behouden. Niettemin werd Kleef steeds afhankelijker van Bourgondië, hetgeen de zelfstandigheid van het hertogdom bedreigde.
Op 23 juni 1468 leed Johan in de Slag bij Straelen een nederlaag tegen zijn neef en tegenstander Adolf van Egmond, waardoor de Kleefse stad Wachtendonk opnieuw in het bezit kwam van het hertogdom Gelre. Wel slaagde Johan erin om niet in gevangenschap te belanden, door zich onder de bescherming te plaatsen van Sophia van Saksen-Lauenburg, de echtgenote van hertog Gerard van Gulik-Berg.
In 1473 keerde het tij weer in het voordeel van Johan I. Hij ondersteunde de Bourgondische hertog Karel de Stoute bij de verovering van het hertogdom Gelre en kon op die manier nieuwe gebieden verwerven: Weeze, Goch, Asperden, Nergena, Mook, Rijnwaarden, alsook het Land van Duffelt en de jurisdictie over de Rijksabdij van Elten. Ook verkreeg hij opnieuw de controle over de stad Wachtendonk.
Johan I van Kleef stierf in 1481. Zijn oudste zoon Johan II volgde hem op als hertog van Kleef en graaf van Mark.

## Huwelijk en nakomelingen
Op 22 april 1455 huwde Johan met Elisabeth van Bourgondië (1439-1483), dochter en erfgename van Jan van Bourgondië, graaf van Nevers. Ze kregen volgende kinderen:
- Johan II (1458-1521), hertog van Kleef
- Adolf (1461-1498), kanunnik in Luik
- Engelbrecht (1462-1521), graaf van Nevers
- Diederik (1464), jong gestorven
- Maria (1465-1513)
- Filips (1467-1505), bisschop van Nevers, Amiens en Autun.